# اورازبایوو
اورازبایوو (انگلیسی: Urazbayevo) یک شهرک در شهرستان ایشیمبایسکی استان باشقیرستان کشور روسیه است.